# Hakone
Hakone (japanska: 箱根町?, Hakone-machi) är en landskommun (köping)  i Kanagawa prefektur i centrala Japan. Den har drygt 11 000 invånare.

## Geografi
Hakone ligger på ön Honshu ca 100 km sydväst om Tokyo på den sydöstra stranden av Ashino-ko (Ashinosjön). Kommunen består av delområdena Hakone, Moto-Hakone lite längre norrut och Hakone-en i nordväst. Administrativt tillhör Hakone Kanagawa prefektur.
Området är en del av Fuji-Hakone-Izu nationalpark och är ett populärt turistområde för den fina naturen och de många onsen (heta källor). Hakone ligger i en vulkandal på calderan till vulkanen Hakone-Yama och omgivningen är mycket bergig. Hakone-Yamas högsta topp kallas Kami-Yama och har en höjd på 1 438 m, övriga höga toppar är Komagatake på 1 357 m, Kintoki-Yama på 1 213 m, Kanmurigatake på 1 412 m och Myojinga-Dake på 1 169 m. Vid klart väder kan man även se Fuji som ligger ca 35 km nordväst om Hakone.
Vid toppen av Komagatake ligger shintohelgedomen Hakone Motomiya som kan nås via en linbana från centrala Hakone-en. Den mest kända jinjan och en av de äldsta i Kanto är Hakone Jinja. Den ligger mellan centrala Hakone och Moto-Hakone i ett skogsparti.
Området är även rikt på vulkanisk aktivitet och de kokande svavelkällorna vid Ōwakudani (Stora kokande dalen) är ett populärt turistmål.
Andra sevärdheter är det gamla kejsarpalatset Onshi-Hakone-Koen (Hakonepalatset) och dess park om cirka 16 hektar som ligger på en liten udde mellan centrala Hakone och Moto-Hakone, Chōkoku no mori bijutsukan (Hakone friluftsmuseum) som är ett konstmuseum och Hakone Seki-sho (Hakone gränsstation), en restaurerad regional gränsstation.

## Historia
Templet Hakone Jinja uppfördes år 757 under ledning av prästen Mangan och är ett av de äldsta templen i Kantoregionen.
Under edoperioden gick "Tōkaidō" (Östra kustvägen, en av de 5 dåtida stora riksvägarna) från Edo till Kyoto genom Hakone som då fungerade som gränsstation mot Kantō-chihō (Kantoregionen), regionen öster om stationen. Gränsstationen Hakone Seki-sho byggdes 1619 och restaurerades 2007.
Onshi-Hakone (Hakonepalatset) uppfördes år 1887 som japanska kejsarfamiljens sommarresidens. Efter andra världskriget öppnades parken för allmänheten.
Den 1 februari 1936 grundades Fuji-Hakone-Izu nationalpark där Hakoneområdet ingår. Chōkoku no mori bijutsukan (Hakone Friluftsmuseum) öppnades 1969 och var det första friluftsmuseet i Japan.

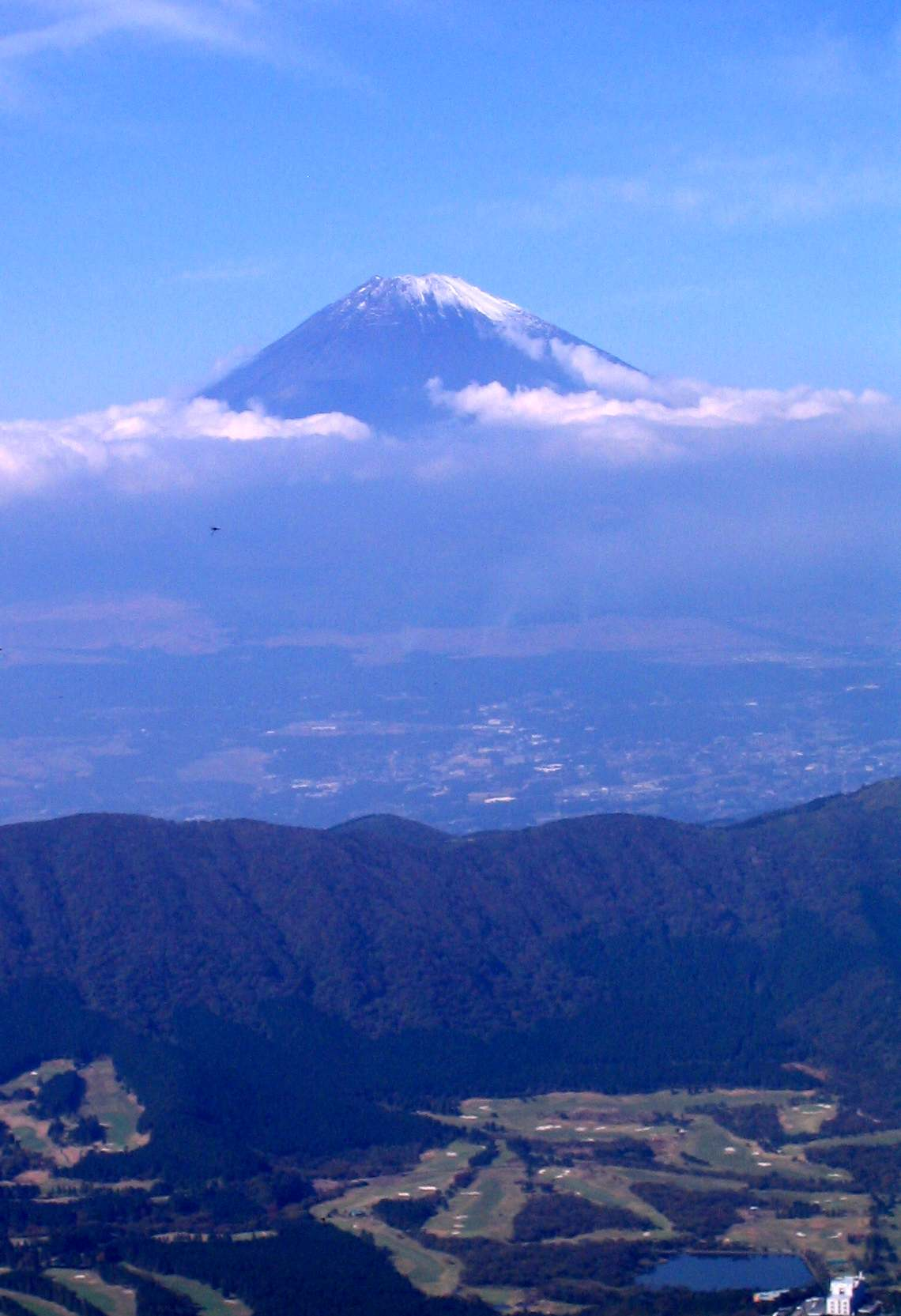
Fuji, med Hakone i förgrunden.